# زهرة (البحيرة)
قرية زهرة هي إحدى القرى التابعة لمركز كفر الدوار في محافظة البحيرة في جمهورية مصر العربية. حسب إحصاءات سنة 2006، بلغ إجمالي السكان في زهرة 7290 نسمة، منهم 3634 رجل و3656 امرأة.